# 109P/Swift-Tuttle
109P/Swift-Tuttle (sau Cometa Swift-Tuttle) este o cometă periodică. Ea poartă numele descoperitorilor săi Lewis Swift, care a observat-o la 16 iulie 1862, și Horace Parnell Tuttle, la 19 iulie 1862. Ea a fost redescoperită în timpul următoarei sale reveniri, în septembrie 1992, de către Tsuruhiko Kiuchi. Gary W. Kronk a scos în evidență faptul că obiectele cerești observate în China în 68 î.Hr. și în 188 ar putea fi 109P/Swift-Tuttle. Calcule independente ale lui Brian G. Marsden și W. G. Waddington au confirmat această legătură.
Cometa lasă o dâră de rămășițe pietroase care formează un roi denumit Perseide, pe care Pământul îl traversează, în fiecare an, între jumătatea lui iulie și jumătatea lui august.
În 2005, potrivit unui articol din New Scientist, simulări făcute asupra orbitei cometei au indicat faptul că aceasta va sfârși, aproape cu siguranță, prin a intra în coliziune cu Pământul sau cu Luna, dar foarte probabil nu mai devreme de o mie de ani.